# 위그선
위그선(WIG船) 또는 지면 효과익선(地面效果翼船, 영어: ground-effect vehicle, GEV, wing-in-ground-effect, WIG, ground-effect craft, wingship, ekranoplan)은 구 소련이 개발한, 비행기를 닮은 모양에, 바다 위를 1미터 정도 떠서 고속으로 이동할 수 있는 선박 또는 항공기이다. 1990년대 후반 국제해사기구(IMO)에 의해 선박으로 분류됐다. 국제해사기구는 바다에서 고도 150m 이하로 움직이는 기기를 모두 선박으로 분류하고 있다.
지면효과란 항공기의 날개가 지면 또는 수면가까이 비행할 때, 날개와 지면사이에 공기가 갇혀 압력이 높아지는 현상, 날개익단 와류의 강도가 작아지고 유도항력이 감소하며 양력이 증가하는 현상이다.
항공기가 해수면 가까운 높이로 날고 있으면 비행체와 해면 사이에는 기체 상부보다 상대적으로 짙고 밀도가 높은 공기가 끼워져 강한 에어 쿠션 효과가 생기고 이 효과에 의해 양력이 발생한다. 지면효과를 이용한 비행체는 하늘을 나는 동일한 형상의 비행체에 비하여 더 큰 양항비를 가질 수 있어서, 비행성능이 향상될 수 있다. 또한, 고공을 나는 비행기처럼 높이 올라가지 않기 때문에 이륙하는 데 필요한 에너지가 절약되고 연료비가 적게 들면서도 배 등 수상을 운항하는 운행체에 비하여 획기적으로 빠르게 비행이 가능하다.

## 장단점

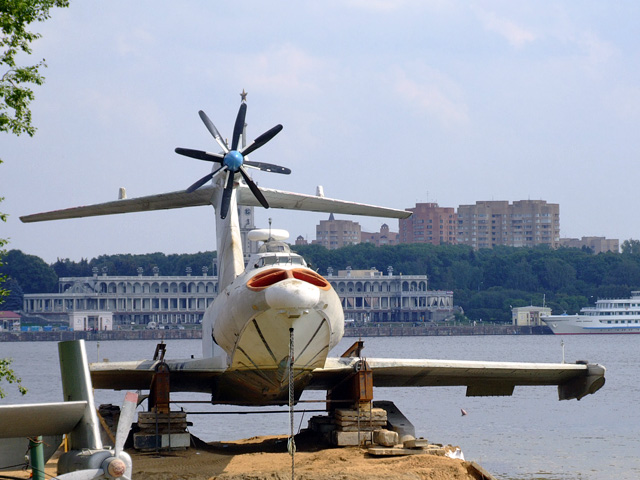
A-90 오를료노크

### 장점
- 10 m 높이의 높은 파도에서도 운항할 수 있다. 흔들림이 없어 배멀미가 없다.
- 공항 시설이 필요하지 않으며, 기존 부두 시설만으로 위그선을 이용할 수 있다.
- 위그선의 개발에는 고속선박 기술이 3분의 2, 항공기술이 3분의 1 정도의 비율을 차지한다.
- 기존의 선박은 시속 90 킬로미터 속도가 한계였는데, 위그선은 시속 500km까지 속도를 낼 수 있다.
- 연료비가 기존 항공기의 절반 수준이다.
- 비행 고도가 낮아서 비상시 여객 안전 확보에도 유리하다.

### 단점
- 이륙 이전에 일단 물 위를 시속 150∼300km로 달려야 한다. 따라서 물과 비행체 사이의 상호작용으로 인하여 hump drag가 발생하며 이를 극복하기 위하여 과다한 동력장치나 이륙보조장치들이 필요하다.
- 크기가 작은 비행체가 낮은 고도로 비행할 때 파도로 인하여 날개 아래면의 형상이 수시로 바뀜으로 날개의 비행성능이 저하되고 안정성이나 가항성이 감소될 수 있다.
- 높은 양항비로 인하여 우수한 비행성능을 가질 수 있는 반면, 날개의 종방향 안정성이 매우 나빠 이를 개선하기 위해서는 오히려 날개의 비행성능이 떨어지는 형상의 주날개를 가지던가 큰 항력을 유발하는 넓은 면적의 꼬리날개를 가지게 된다. 이로 인하여 오히려 비행성능이 감소될 가능성이 있으며 이는 경제성을 떨어뜨리게 된다.
- 연근해나 도서지역에 활용가능한 비행체나 아직 경제성 문제로 사업이 지연되거나 중단되는 경우가 많다.

## 개발
1930년 핀란드의 기술자 카아리오(Kaario)에 의해 처음으로 만들어졌고, 독일을 비롯하여 구 소련과 미국이 1960년대 중반부터 1천t 이상의 무게에 4백 노트까지 낼 수 있는 WIG 개발을 하였다.

### 러시아
소련은 1960년대부터 군사목적으로 위그선을 개발하였으며, 1976년에 미국 첩보위성이 카스피해에서 시속 550km으로 저고도 비행하는 물체를 포착함으로써 처음 알려졌다. 선박은 시속 90 km 이상 속도를 낼 수 없기 때문에, 당시 미국의 전문가들은 Sea Monster라고 명명했다. 이는 소련이 개발한 배수량 550톤, 최고시속 550km의 위그선이었다.
그 후 경제성이 없다는 이유로 개발이 보류되었다.

### 미국
펠리컨 프로젝트(Pelican Project)를 진행 중이다. 대형 군사용 위그선 개발 사업이다.

### 대한민국
한국 정부는 2012년 실용화를 목표로 대형 위그선을 개발 중이다.
한국해양연구원 대형위그선추진기획단(단장 강창구)이 중심이 되어 개발하며, 1700억 원(정부예산 850억 원, 민간자본 850억 원)을 들여 개발한다는 계획이다.

- 경과
  - 1993년 - 한러 과학기술 교류사업을 통해 러시아 위그선 기술이 도입됨
  - 2001년 - 한국해양연구원과 벤처기업 ㈜인피니티가 공동 개발한 4인승 위그선을 시운전 하는데 성공
  - 2004년 - 2008년 완성을 목표로, 민군 겸용 20인승 위그선 개발 착수
  - 2005년 - 민군 겸용 20인승 위그선 기본 설계 완료
  - 2005년 - 시속 250km의 200인승 위그선 초기 설계 완료. 1,200억 원의 예산으로 2009년까지 개발 완료할 예정
  - 2005년 - 2010년 상용화 목표로 시속 250km, 적재량 100톤급 대형 위그선(민간용 세계 최대 규모) 개발 추진. 척 당 500억∼600억 원의 가격[4][5]
  - 2006년 10월 - 차세대 성장동력사업인 대형 위그선 개발 프로젝트에 참가했던 STX조선ㆍSTX엔진ㆍ21세기조선 등 7개 기업 컨소시엄이 사업 포기를 선언. STX 조선은 정부가 일정 부분 구매를 약속하지 않는다면 개발프로젝트를 진행할 수 없다고 하였다.[6]
  - 2007년 7월 28일 - 고성 당항포 대첩축제 개막식을 맞아 한국해양연구원 해양시스템안전연구소가 설계하고 ㈜한국화이바가 제작한 6인승 위그선의 시운전을 일반에 공개[7] 길이 12.5m, 너비 10.5m, 높이 4m, 최고시속 120km. 20인승 위그선의 시험모델이다.
  - 2007년 7월 - 2005년 의욕적인 대형 위그선 개발사업을 세웠지만 참여업체들이 경제성 등을 이유로 소극적인 반응이다.[8]

### 중국
중국 상하이 퉁지대학 연구팀은 물 위를 50cm 떠서 달리는 시속 300km 속도의 적재량 4t급 위그선을 개발했다고 중국 관영 영자지 차이나데일리가 2007년 7월 11일 보도했다. 부팀장인 쉬정위 부교수는 국경순찰 및 군사용으로 사용될 수 있을 것이라고 말했다.

## 같이 보기
- 호버크래프트